# Ink (televisieserie)
Ink is een Amerikaanse televisiesitcom. De serie begon op de Amerikaanse zender CBS op 21 oktober 1996 en het eindigde aldaar op 19 mei 1997. De spelers zijn onder andere Ted Danson, Mary Steenburgen en Alana Austin. Er zijn 22 afleveringen gemaakt.

## Cast
- Ted Danson als Mike Logan
- Mary Steenburgen als Kate Montgomery
- Alana Austin als Abby Logan
- Christine Ebersole als Belinda Carhardt
- Saul Rubinek als Alan Mesnick
- Charles Robinson als Ernie Trainor
- Jenica Bergere als Donna French
- Jonathan Katz als Leo

## Afleveringen
- Above the Fold
- Paper Cuts
- Getting Over the Hemp
- High Noon
- The Sandwich
- Mike & Kelly & Max & Kate
- United We Fall
- The Black Book
- Devil in a Blue Dress
- Funny, You Don't Look One Hundred
- The English-Speaking Patients
- The Bodyguard: Part 1
- The Bodyguard: Part 2
- Life Without Mikey
- Breaking the Rules
- Face Off
- The Fighting Irish
- Logan's Run
- The Debutante
- The Bodyguard Strikes Back
- Murphy's Law
- Going to the Dogs